# Вигулет-Озиль
Вигуле́т-Ози́ль (фр. Vigoulet-Auzil, окс. Vigolen e Ausil) — коммуна во Франции, находится в регионе Юг — Пиренеи. Департамент — Верхняя Гаронна. Входит в состав кантона Кастане-Толозан. Округ коммуны — Тулуза.
Код INSEE коммуны — 31578.

## География

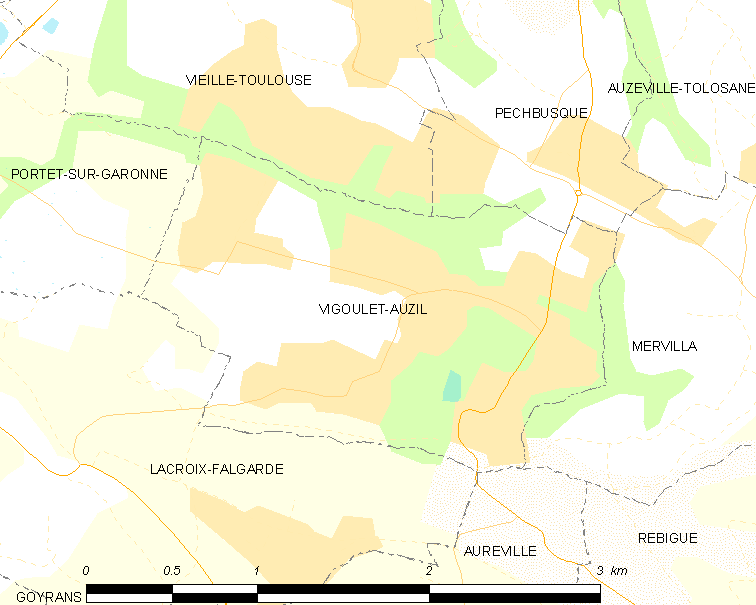
Карта коммуны

Коммуна расположена приблизительно в 600 км к югу от Парижа, в 11 км к югу от Тулузы.

## Климат
Климат умеренно-океанический. Зима мягкая и снежная, весна характеризуется сильными дождями и грозами, лето сухое и жаркое, осень солнечная. Преобладают сильные юго-восточные и северо-западные ветры.

## Население
Население коммуны на 2010 год составляло 944 человека.
| 1962 | 1968 | 1975 | 1982 | 1990 | 1999 | 2010 |
| ---- | ---- | ---- | ---- | ---- | ---- | ---- |
| 133  | 212  | 500  | 735  | 927  | 989  | 944  |

## Администрация
| Период | Период | Фамилия             | Партия                    | Примечания         |
| ------ | ------ | ------------------- | ------------------------- | ------------------ |
| 1947   | 1953   | Марсель де Лабастид |                           |                    |
| 1953   | 1981   | Жан Кугюль          |                           | фермер             |
| 1981   | 1983   | Жорж Жамбрён        |                           | инженер            |
| 1983   | 1988   | Андре Марти         |                           | генерал в отставке |
| 1988   | 2014   | Жан-Мишель Рем      | Союз за народное движение | профессор медицины |
| 2014   | 2020   | Жак Сежрик          |                           | предприниматель    |

## Экономика
В 2010 году среди 593 человек трудоспособного возраста (15—64 лет) 388 были экономически активными, 205 — неактивными (показатель активности — 65,4 %, в 1999 году было 65,1 %). Из 388 активных жителей работали 361 человек (201 мужчина и 160 женщин), безработных было 27 (12 мужчин и 15 женщин). Среди 205 неактивных 74 человека были учениками или студентами, 71 — пенсионерами, 60 были неактивными по другим причинам.

## Фотогалерея

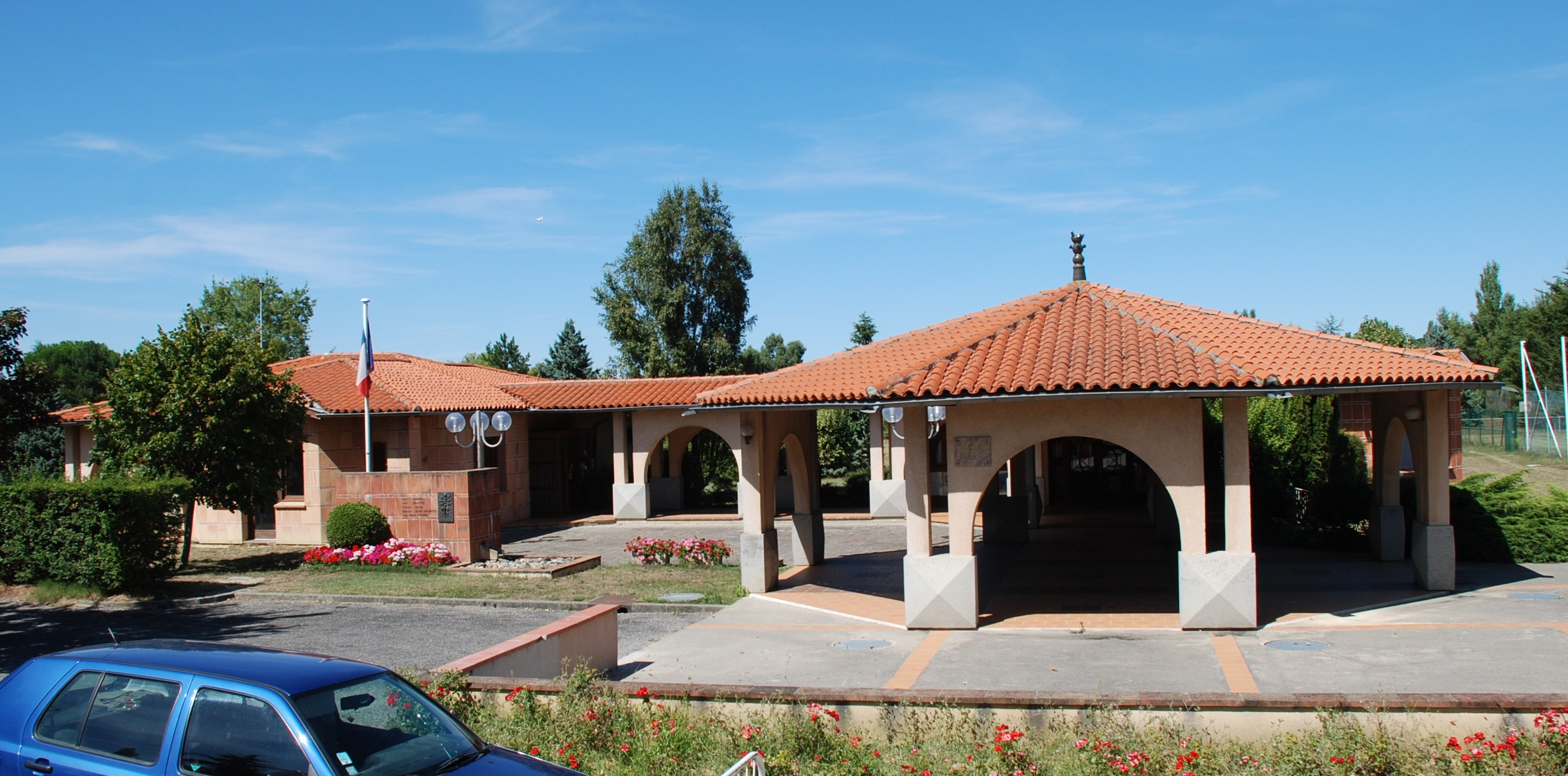
Мэрия
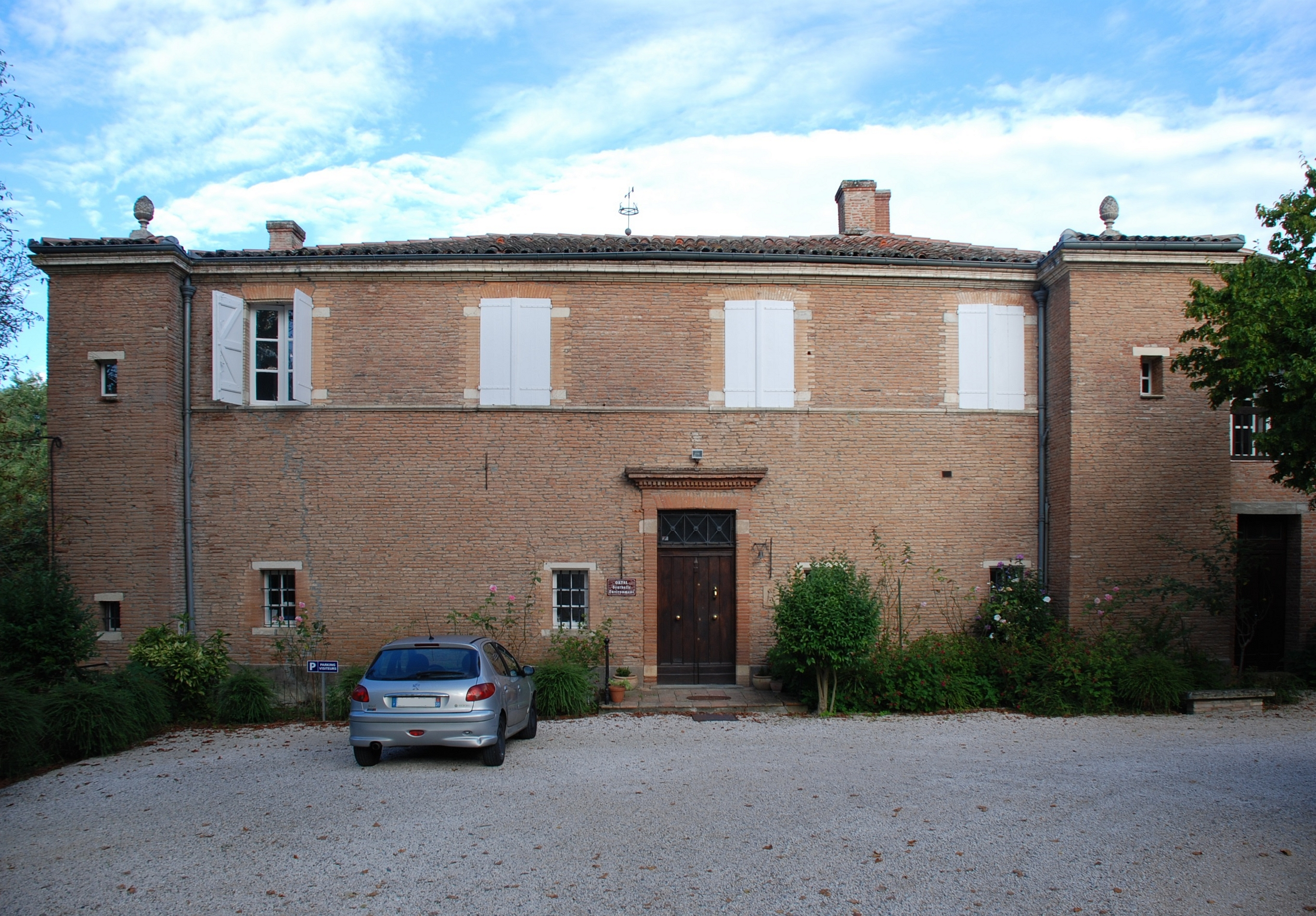
Замок Вигуле
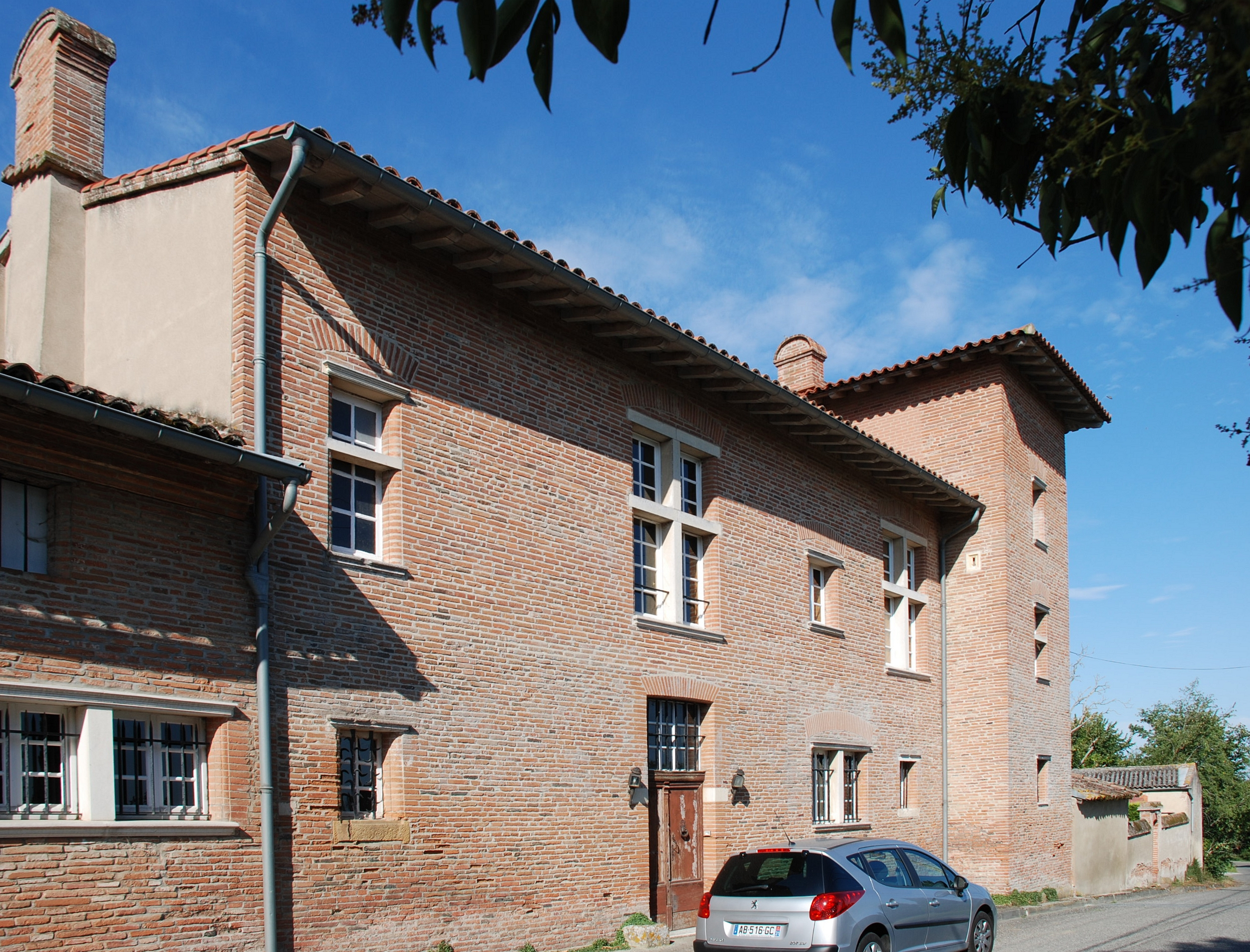
Замок Озиль
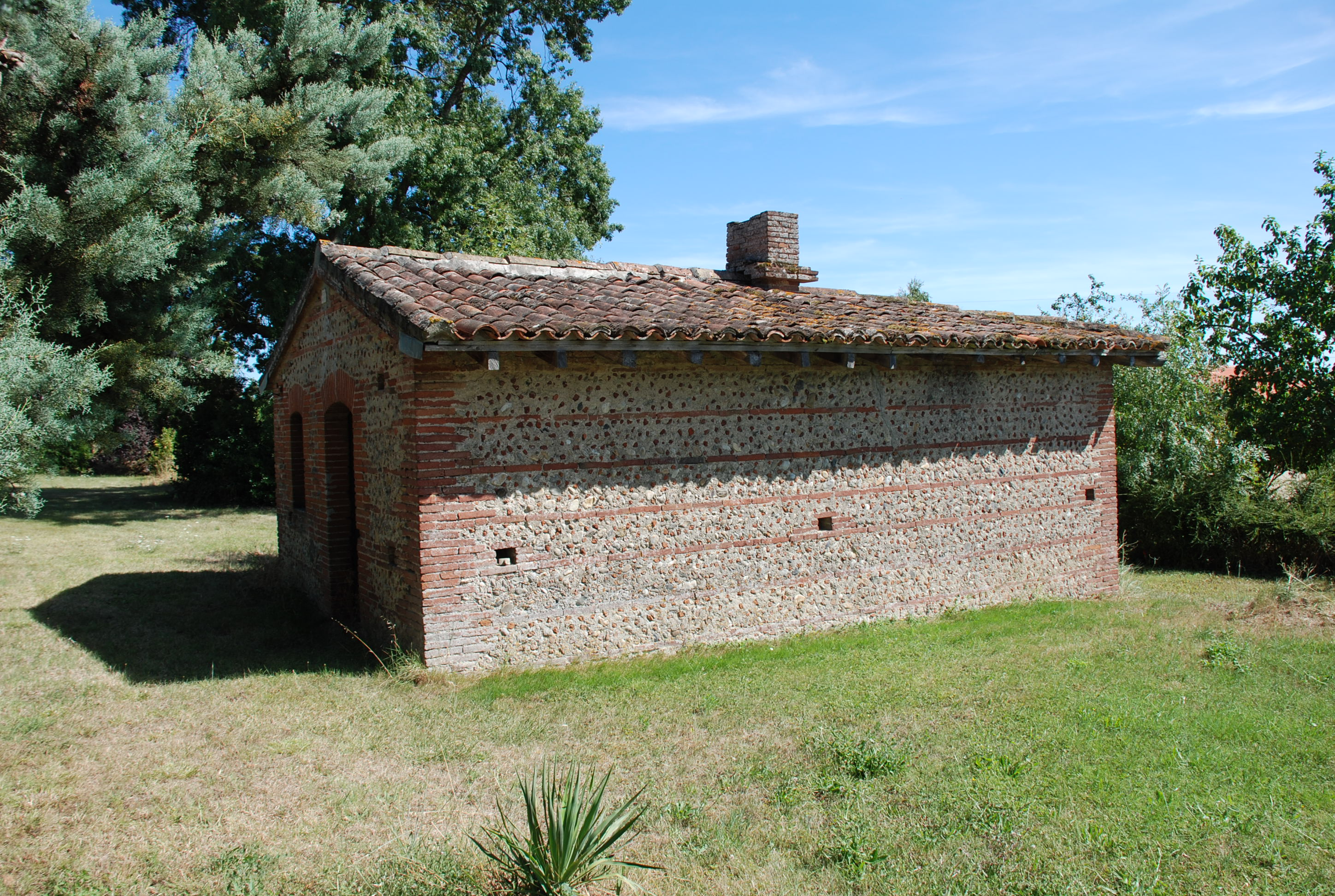
Бывшая хлебопекарня
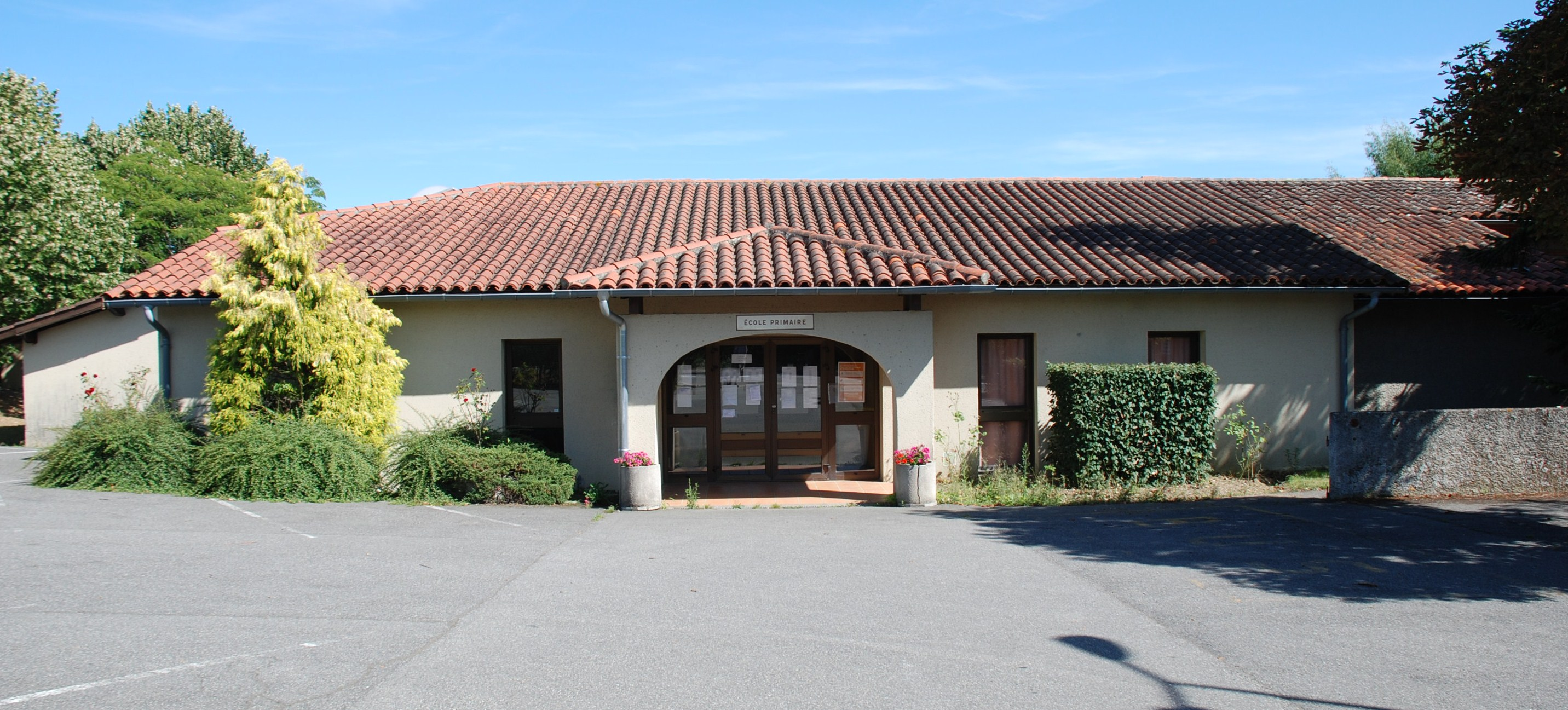
Школа